# Планас, Луис
Луис Пла́нас Пуча́дес (исп. Luis Planas Puchades; род. 20 ноября 1952, Валенсия) — испанский политик, член ИСРП. С 7 июня 2018 года занимает должность министра сельского хозяйства, рыболовства и продовольствия Испании в правительстве Педро Санчеса.

## Биография
Луис Планас окончил юридический факультет Валенсийского университета. Работал в трудовой инспекции в Кордове. На парламентских выборах 1982 года получил мандат депутата от Кордовы, входил в конституционный комитет и комитет по международным делам, выполнял функции пресс-секретаря фракции социалистов по вопросам Европейского сообщества. В 1986—1993 годах являлся депутатом Европейского парламента, входил в состав комитетов по международным делам и институциональным вопросам. В 1993 году занимал должность советника по вопросам сельского хозяйства и рыболовства в правительстве Андалусии, избирался депутатом Парламента Андалусии от Кордовы. В 1996 году был назначен сенатором кортесов, но в конце того же года вернулся в Брюссель на работу в офисе заместителя председателя Европейской комиссии Мануэля Марина, где отвечал за отношения со странами Средиземноморья, Южной Америки и Азии.
В 1999—2004 годах возглавлял офис комиссара по вопросам экономики и денежной политики Европейской комиссии Педро Сольбеса. В 2004 году был назначен послом Испании в Марокко. С 1 октября 2010 по 31 декабря 2011 года занимал должность посла Испании в Европейском союзе.
6 июня 2018 года Луис Планас был назначен министром сельского хозяйства, рыболовства и продовольствия в правительства Педро Санчеса.